# Jean Lobo
Jean Mae Guerra Lobo (ur. 30 marca 2001) – filipińska zapaśniczka walcząca w stylu wolnym. Srebrna medalistka igrzysk Azji Południowo-Wschodniej w 2023. Trzecia na mistrzostwach Azji Południowo-Wschodniej w 2023 roku. 